# Magyaregregy
Magyaregregy (kroatisch Gređa) ist eine ungarische Gemeinde im  Kreis Komló im Komitat Baranya.

## Geografische Lage
Magyaregregy liegt am Rand des östlichen Mecsek-Gebirges (Keleti-Mecsek) an dem kleinen Fluss Völgységi-patak, ungefähr 15 Kilometer nördlich der Kreisstadt Komló.

## Gemeindepartnerschaft
- Stockum (Sundern), Deutschland

## Sehenswürdigkeiten
- Burgruine Márévár, ursprünglich erbaut im 13. Jahrhundert im gotischen Stil; dort befindet sich ein Museum zur regionalen Geschichte
- Dorfmuseum (Falumúzeum) mit heimatkundlicher Sammlung im Arnold-ház
- Naturlehrpfad (Vár-völgyi földtani tanösvény)
- Römisch-katholische Kirche Kisboldogasszony, erbaut im 19. Jahrhundert

## Bilder

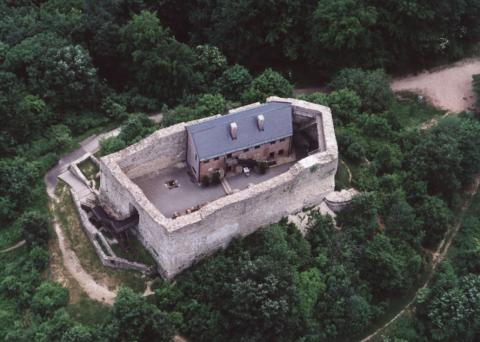
Luftbild der Burgruine
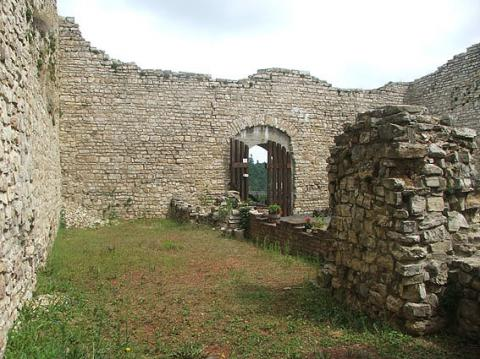
Im Inneren der Burgruine
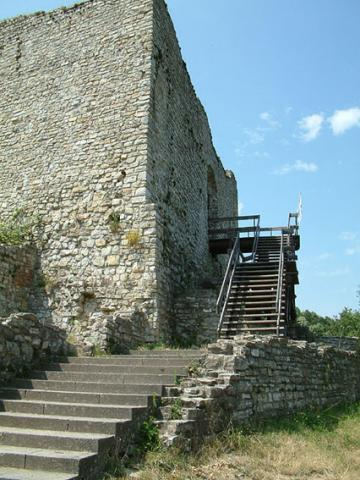
Aufgang zur Burgruine

## Verkehr
Durch Magyaregregy verläuft die Landstraße Nr. 6541. Der nächstgelegene Bahnhof befindet sich nordwestlich in Szalatnak.